# The Ordinary Boys
I The Ordinary Boys sono un gruppo musicale indie rock britannico formatosi a Worthing e attivo dal 2002.

## Discografia
Album
- 2004 - Over the Counter Culture
- 2005 - Brassbound
- 2006 - How to Get Everything You Ever Wanted in Ten Easy Steps